# Маловіште
Маловіште (мак. Маловиште) — село в общині Бітола, у Північній Македонії. Село розташовано в долині на північних схилах гірського масиву Пелістер, на висоті близько 1100—1200 м над рівнем моря. Відстань до адміністративного центру общини Бітоли складає 23 км. На заході межує з селом Кажані, єдиний населений пункт на території Національного парка Пелістер. Через село тече річка Шемніца. Населене переважно арумунами.

## Географія та інфраструктура
Село займає площу 29,3 км², з яких більшість приходиться на ліси (16,75 км²), інше — пасовиська (6,68 км²) та орна земля (1,53 км²).
Центр села називається «Музгага» та містить школу, таверну та магазин. У селі виділяється 3 місцевості: Верхній квартал, Нижній квартал та Над проваллям. 
Станом на початок XXI століття початкова школа не працює через брак педагогічних кадрів. У Маловіште нема медпункту, тому за медичною допомогою потрібно їхати до інших сіл чи до Битоли. Існують проблеми з водопостачанням: воду доводиться брати зі скважин або з нечисленних джерел.

## Історія
Археологічні розкопки на території села виявили фундаменти античних будівель, що розташовувалися поблизу давньоримської Егнатієвої дороги.
Село відоме в джерелах з XVI століття.
У венеційських джерелах Маловіште згадується як арумунське село у XVIII столітті. Велике арумунське переселення до Маловіште відбулося протягом XIX століття з території Албанії, зокрема з арумунського центру Воскополе. Під час Першої світової війни село було захоплено німецькими й болгарськими військами. У Другу світову в навколишніх лісах ховалися македонські партизани, але село утримували німці й болгари.

## Населення
Одне з 5 арумунських сіл регіону, інші Ніжеполе, Трново, Магарево, Гопеш.
Маловіште було населене з давніх часів православним слов'янським населенням, але під тиском османської влади мешканці тікали до великих міст. У XVI столітті в селі було близько 50 мешканців. Наприкінці XIX століття до села переселилися арумуни.
Станом на 1900 рік у Маловіште мешкало 2300 осіб, 1905 року — 2130 осіб, 1953 року — 443 (130 македонці, 300 арумунів, 2 серби). За переписом 1961 року в селі мешкали 334 особи (98 македонців, 34 турки, 2 серби), а 1994 року — 121, з яких 73 македонці, 26 албанців, 5 турків. За переписом 2002 року у селі було тільки 98 мешканців (10 македонців, 87 арумунів, 1 албанець; 96 з 98 мешканців — православні), а дослідження 2019 року виявило лише 80 осіб. Чимало мешканців села емігрувало до Румунії, Франції, а в Австралії вихідці з села навіть заснували власну асоціацію.

## Архітектура

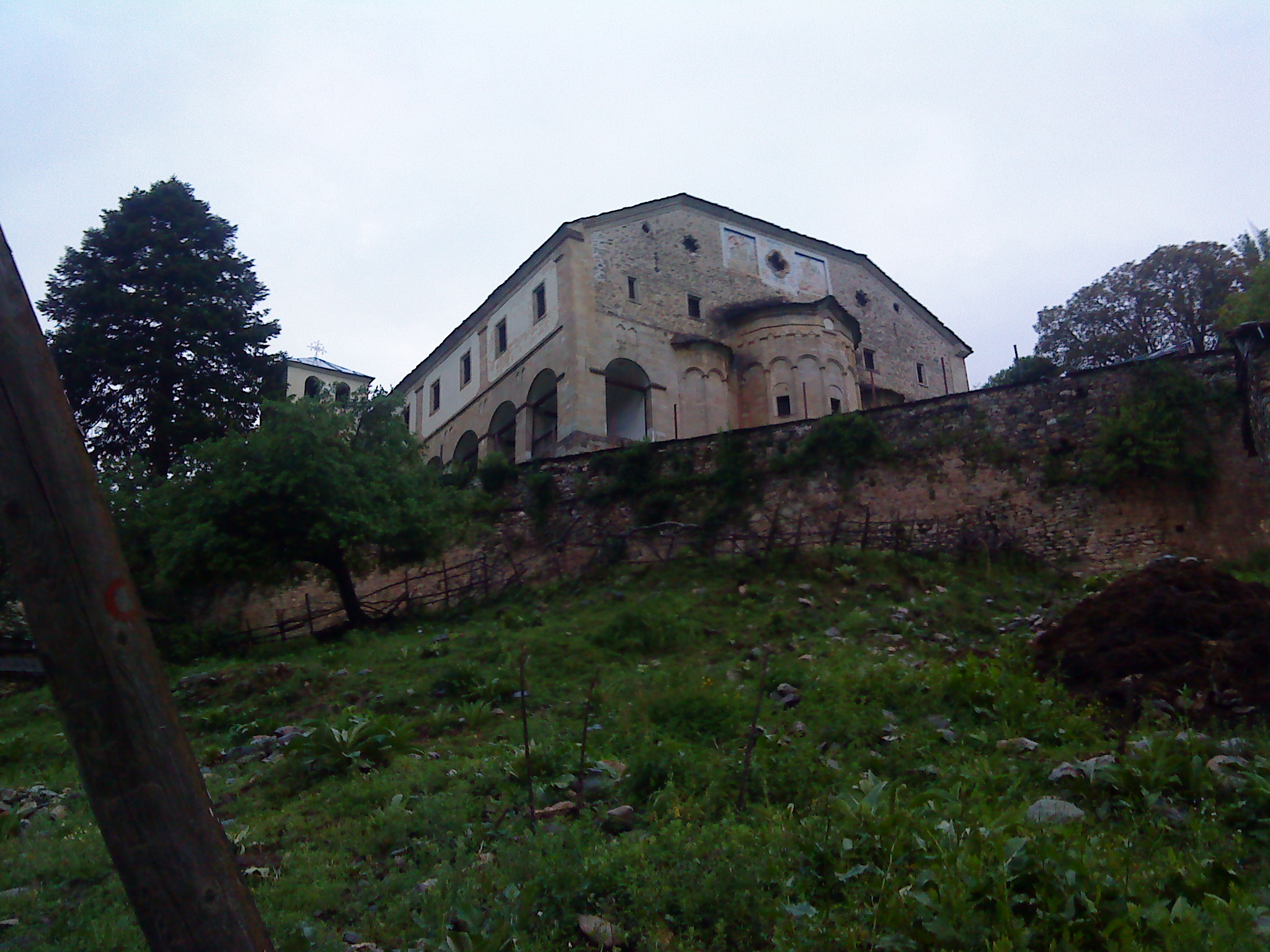
Церква св. Петра

У Маловіште знаходиться 5 релігійних споруд.
Найбільша з них — церква святого Петра, побудована 1856 року, що має 3 приділи. Вівтар та іконостас оздоблено різьбленням по дереву Церкву було відреставровано 1998—2003 років.
Також на півночі села знаходяться невелика церква св. Георгія та каплиця св. Афанасія.
У селі збереглися традиційні будинки та вузькі вулички, що мають культурне значення. Частина цінних будинків знаходяться в поганому стані.
У 2 км на південний захід від Маловіште розташований монастир Св. Анни.

## Відомі люди
- Александру Папакостеа[bg] (1884—1925) — румунський юрист та політик, уродженець села.